# Marie-Eve Proulx
Marie-Eve Proulx, née à Saint-Pierre-de-la-Rivière-du-Sud, est une femme politique québécoise.
Elle est députée de Côte-du-Sud à l'Assemblée nationale du Québec sous la bannière de la Coalition avenir Québec de 2018 à 2022. 

## Biographie

### Études
Née à Saint-Pierre-de-la-Rivière-du-Sud, Marie-Eve Proulx est mère de trois garçons. Elle est diplômée de l'Université du Québec en Outaouais, titulaire d'un baccalauréat ainsi que d'une maîtrise en travail social portant sur le rôle des partenariats dans un contexte de revitalisation des communautés. 

### Carrière
Avant de se lancer en politique, Marie-Eve Proulx est coordonnatrice des dossiers jeunesse au Conseil régional de développement de l'Outaouais (1999-2002), directrice générale à la Table de concertation des Forums jeunesse régionaux du Québec (2002-2005), coordonnatrice de projet pour le réseau de l'Université du Québec (2006-2009), consultante (2010) et cadre-conseil, enseignement et recherche au Centre intégré de santé et de services sociaux (CISSS) Alphonse-Desjardins (2012-2013). 

### Politique municipale
Après un mandat comme conseillère commencé en 2005, elle est élue mairesse de Saint-Pierre-de-la-Rivière-du-Sud lors du scrutin de 2009. 

### Politique provinciale
Le 13 avril 2018, le chef de la CAQ, François Legault, profite d'une tournée dans la région pour présenter Marie-Eve Proulx comme candidate de sa formation dans la circonscription de Côte-du-Sud. Celle-ci remporte la victoire avec 53,6 % des votes et devient la première femme à être élue députée à l'Assemblée nationale du Québec dans la circonscription,.
Le 18 octobre 2018, elle est nommée ministre déléguée au Développement économique régional. Elle devient du même coup la ministre responsable des régions de la Chaudière-Appalaches, du Bas-Saint-Laurent et de Gaspésie-Îles-de-la-Madeleine.
Le 4 mai 2021, elle démissionne de ses différents portefeuilles à la suite d'allégations de harcèlement psychologique au sein de son cabinet ministériel.
Le 4 juillet 2022, elle est à nouveau dans la tourmente après la dénonciation de climat tendu entre la députée et plusieurs maires. 
Le 9 août 2022, une deuxième plainte pour harcèlement psychologique est déposée contre elle mais cette fois par son ex-attachée politique. Cette dernière dépose également une autre plainte en lien avec son congédiement. Bien qu'elle ait la confiance de François Legault, la cheffe du Parti libéral du Québec, Dominique Anglade, demande le retrait de la candidate.
Le 22 août 2022, Proulx annonce le retrait de sa candidature et qu'elle ne sollicitera pas un second mandat pour éviter de devenir une source de distraction pour sa formation politique.

## Résultats électoraux
|                                                                                               | Nom                  | Parti            | Nombre de voix | %      | Maj.   |
| --------------------------------------------------------------------------------------------- | -------------------- | ---------------- | -------------- | ------ | ------ |
|                                                                                               | Marie-Eve Proulx     | Coalition avenir | 17 595         | 53,6 % | 10 383 |
|                                                                                               | Simon Laboissonnière | Libéral          | 7 212          | 22 %   | -      |
|                                                                                               | Guillaume Dufour     | Québec solidaire | 3 560          | 10,9 % | -      |
|                                                                                               | Michel Forget        | Parti québécois  | 3 315          | 10,1 % | -      |
|                                                                                               | Marc Roussin         | Conservateur     | 575            | 1,8 %  | -      |
|                                                                                               | Renaud Blais         | Parti nul        | 304            | 0,9 %  | -      |
|                                                                                               | Gabriel Dubé         | Bloc pot         | 238            | 0,7 %  | -      |
| Total                                                                                         | Total                | Total            | 32 799         | 100 %  |        |
| Le taux de participation lors de l'élection était de 66,8 % et 538 bulletins ont été rejetés. |                      |                  |                |        |        |